# Takonín
Takonín (Duits: Takonin) is een Tsjechische plaats in de gemeente Bílkovice in de regio Midden-Bohemen en maakt deel uit van het district Benešov. Het dorp ligt op ongeveer 1,5 km afstand van Bílkovice.
Takonín telt 41 inwoners (2021).

## Geschiedenis
De eerste schriftelijke vermelding van het dorp dateert van 1250.
Sinds 1960 maakt Takonín deel uit van de gemeente Bílkovice.

## Verkeer en vervoer

### Autowegen
Weg II/113 loopt langs het dorp en verbindt Takonín met Bílkovice, Vlašim, Divišov en Chocerady.

### Spoorlijnen
Er is geen spoorlijn of station in de gemeente. Het dichtstbijzijnde station is Český Šternberk, op zo'n 14,2 km afstand.

### Buslijnen
Er zijn twee bushaltes, waarvan een in het dorp en een aan de rand ervan:
| Halte                       | Lijn | Traject          | Vervoerder   |
| --------------------------- | ---- | ---------------- | ------------ |
| Bílkovice, Takonín          | 799  | Benešov - Vlašim | ČSAD Benešov |
| Bílkovice, Takonín, Rozchod | 799  | Benešov - Vlašim | ČSAD Benešov |

## Voorzieningen
Er is een klein vrijwillig brandweerkorps in het dorp. De kazerne biedt ruimte aan één brandweerwagen.

## Bezienswaardigheden
- Dorpskapel

## Galerij

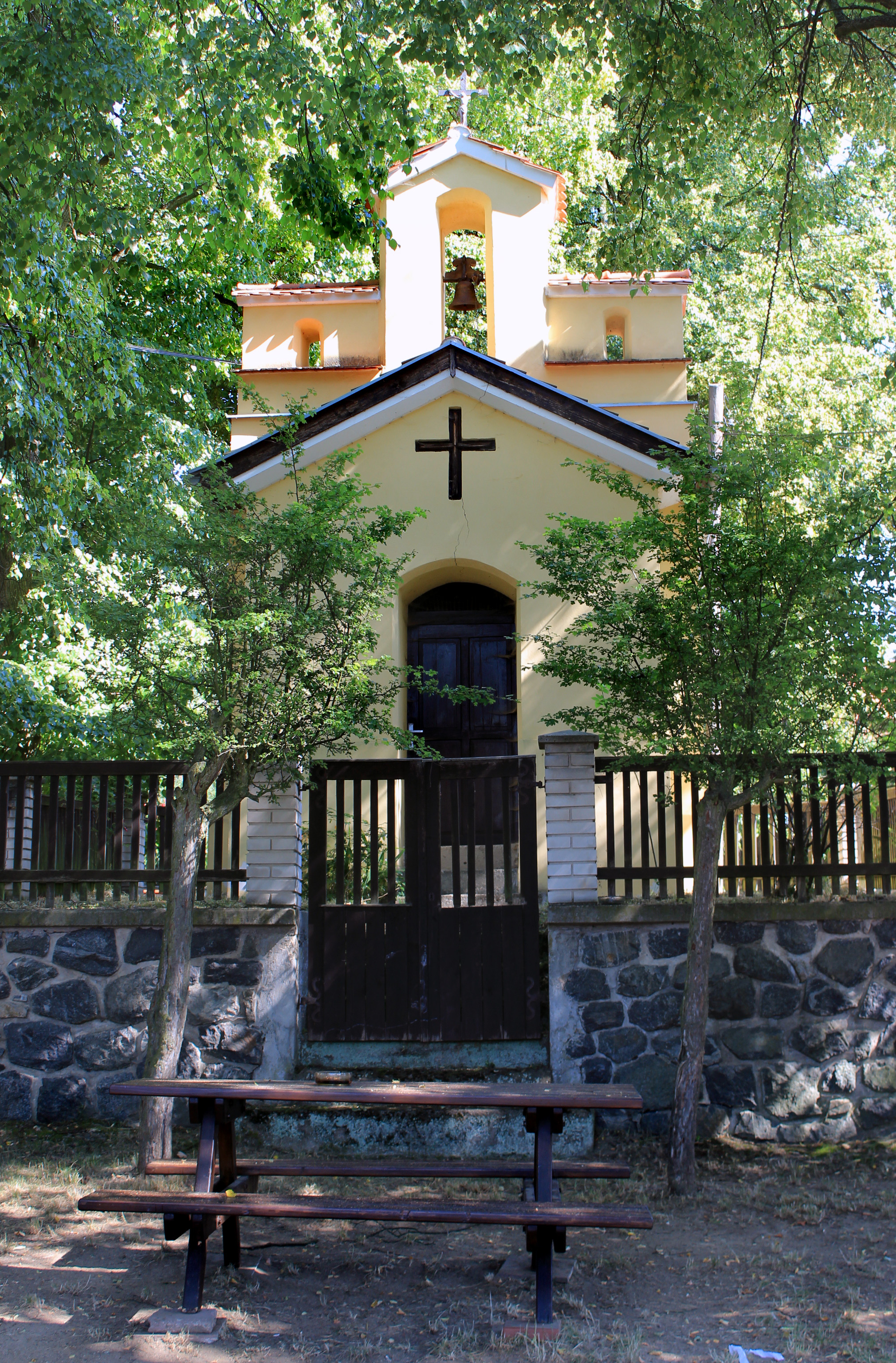
Dorpskapel (2015)
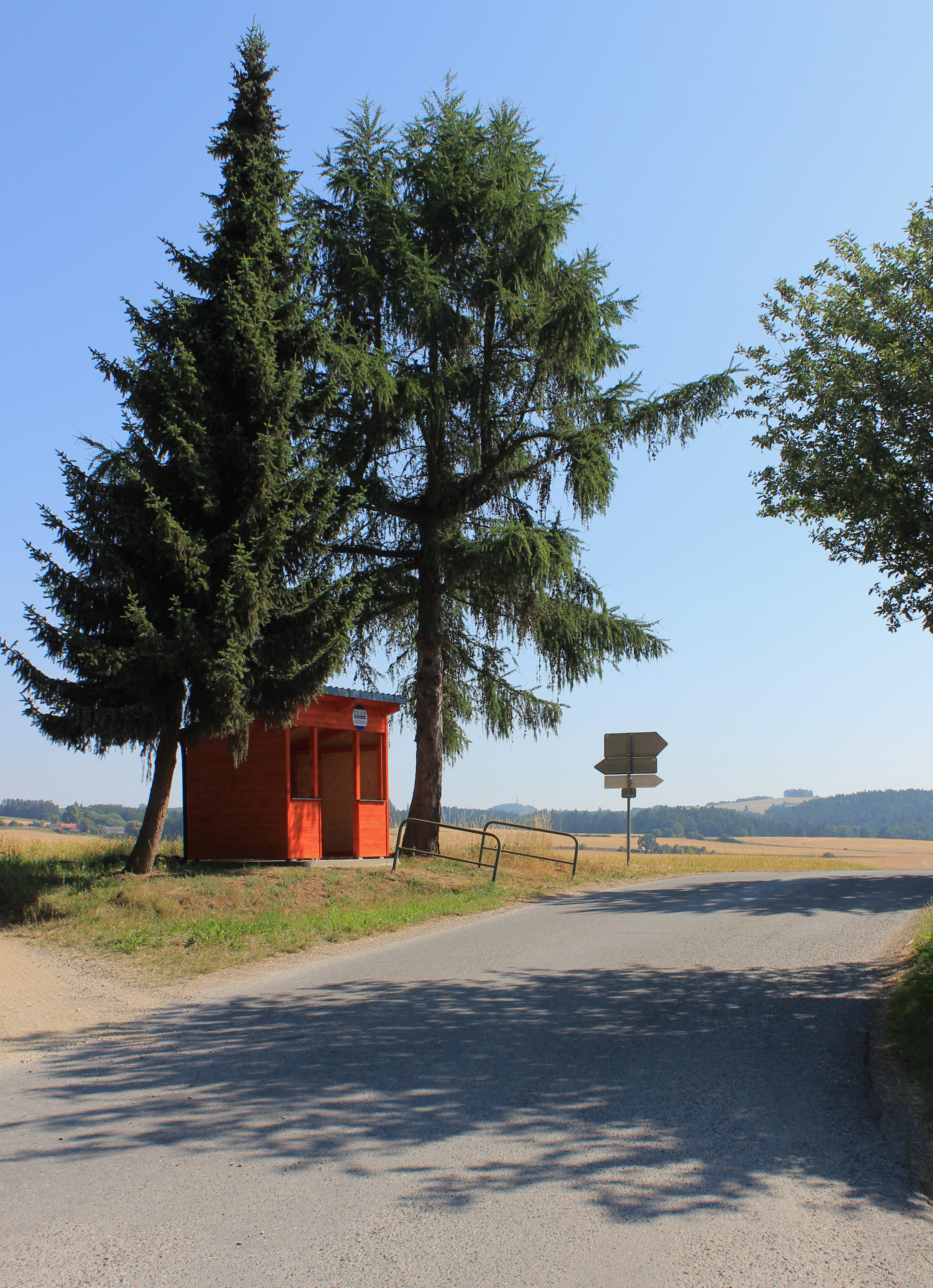
Bushalte bij het dorp (2015)
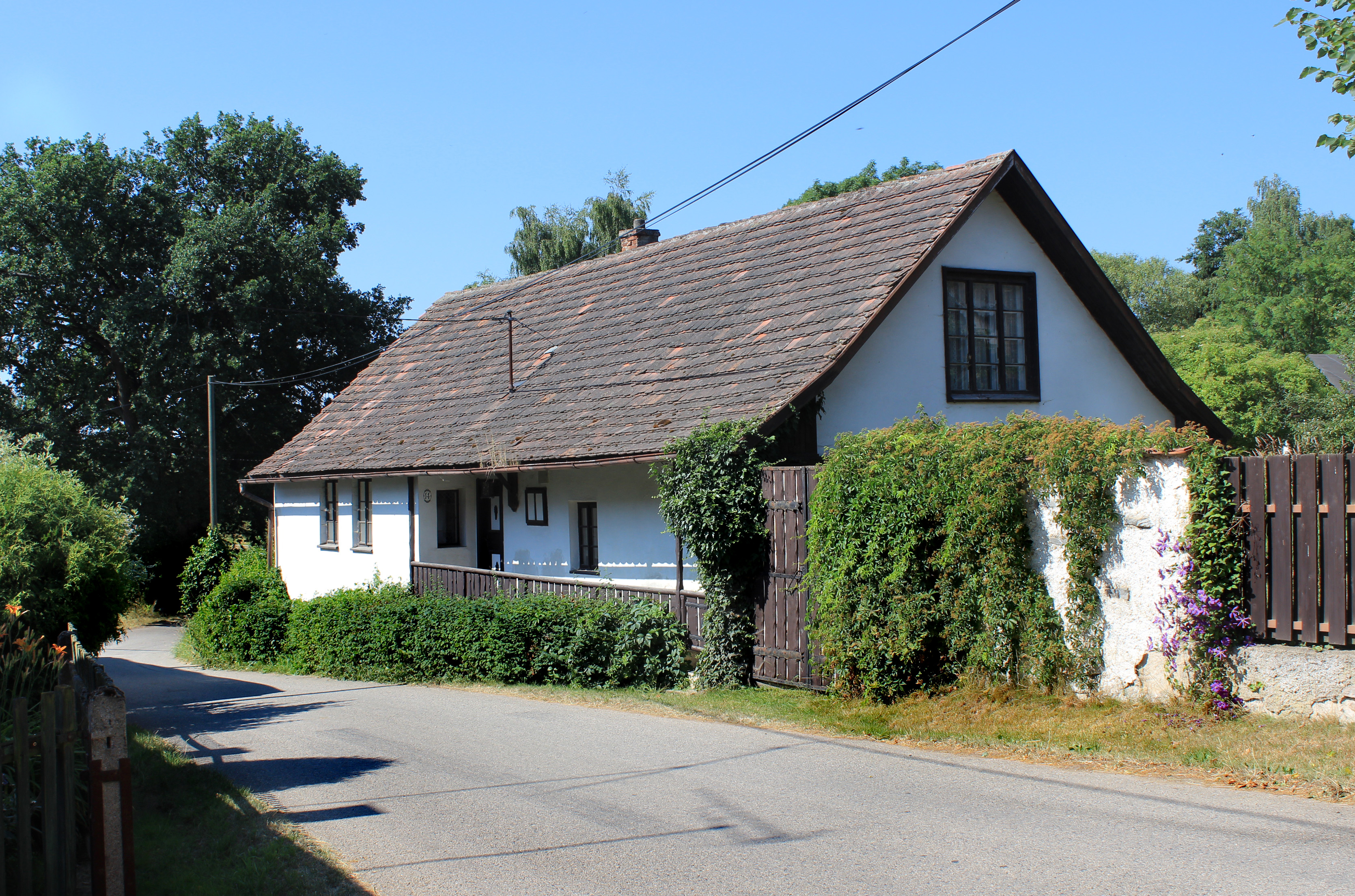
Huis in het dorp (2015)
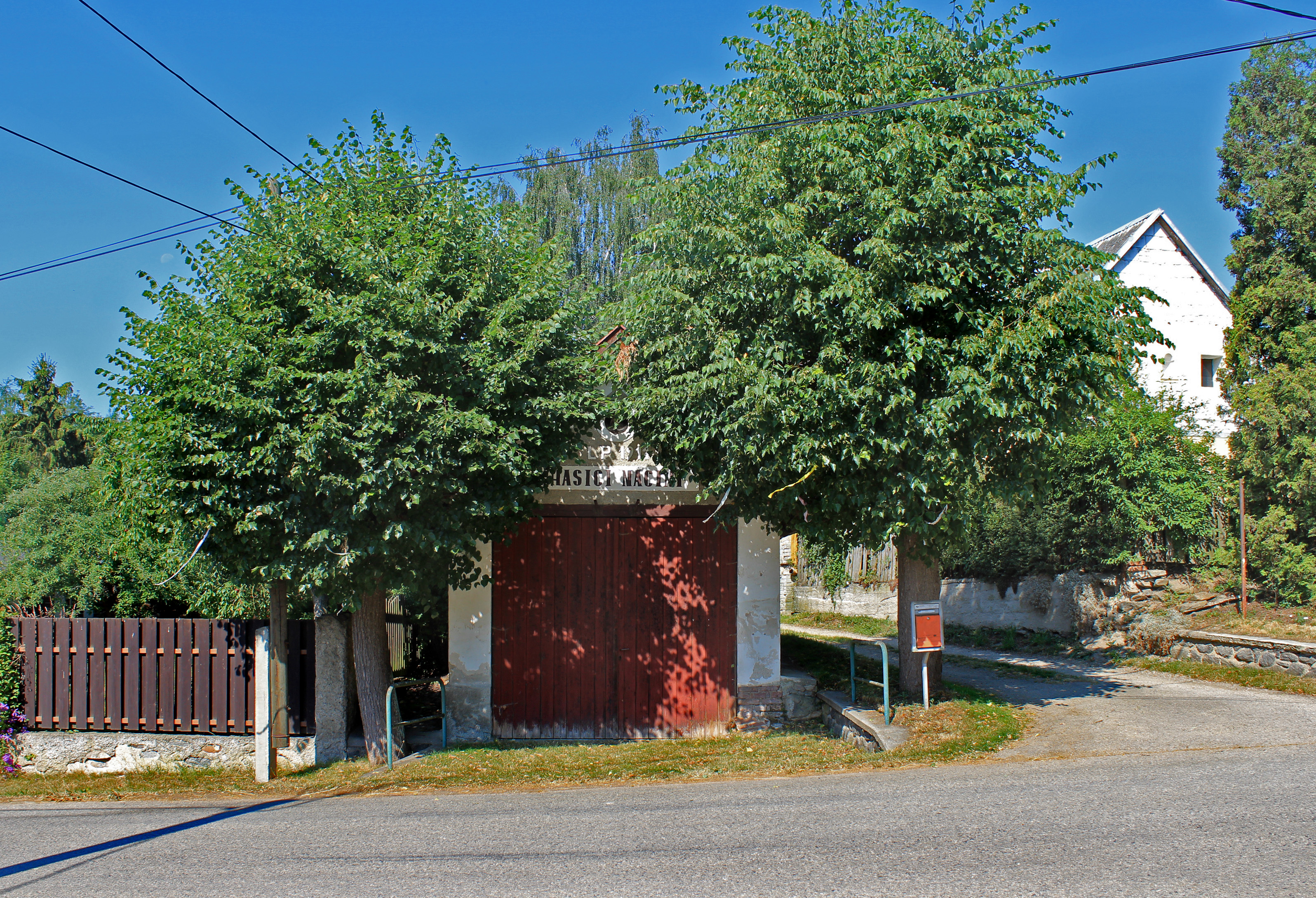
Brandweerkazerne (2015)